# Lythraria
Lythraria là một chi bọ cánh cứng trong họ Chrysomelidae.
Chi này được miêu tả khoa học năm 1897 bởi Bedel.

## Các loài
Chi này gồm các loài:
- Lythraria salicariae Paykull, 1800